# Basketball in Serbien
Basketball ist in Serbien eine beliebte Sportart.

## Basketballligen
1A  League
Die 1. Basketballliga heißt auch Košarkaška liga Srbije mit 12 Mannschaften.
1B League
Die 2. Basketballliga (druga liga) spielt mit 8 Teams.
Bis zur Auflösung des Staatenbundes Serbien und Montenegro gab es eine Montenegro-Gruppe mit 12 Teams und eine Serbien-Gruppe mit 14 Teams.